# Estany dels Alous
L'Estany dels Alous o Llacuna dels Alous és una antiga argilera que, d’ençà del seu abandonament, s'ha anat naturalitzant com a zona humida. Es localitza pràcticament en la seva totalitat al terme municipal de Sant Cugat del Vallès, tot i que, en realitat, queda ubicada als afores de Rubí, entre els barris del sud d’aquesta població, la línia dels Ferrocarrils de la Generalitat de Catalunya i l'autopista A-7.
L'espai ocupa una superfície dunes 10 hectàrees i s'inunda pel trencament d’una veta aquosa situada a cota superior de la profunditat màxima. Aquesta surgència d’aigua es localitza a l'extrem nord-oest de l'estany i és d’una qualitat molt superior a l’aigua de l’adjacent torrent dels Alous.
El canyissar (Phragmites australis) és la comunitat més desenvolupada i que voreja bona part del perímetre de l'estany. També hi ha taques de bogar i algun arbre de ribera aïllat com l'àlber (Populus alba). Referent a la fauna hi abunden mamífers (conills, mosteles, fagines i teixons), ocells (valones, xivitones, xoriguers, polles d’aigua, mussols banyuts i mussols comuns) i peixos (truites americanes, carpes i perques). També s'hi observen amfibis, com la granota verda, el tòtil i el gripau; i rèptils com la serp verda.
Malgrat tractar-se d’un espai que ha estat mig reblert amb terres de diversa procedència, que havia estat ocupat per uns horts marginals i que suporta una forta pressió humana, el seu interès i potencial ecològic propiciaren que l’any 1995 el grup ecologista Alternativa Artística Pinzell Verd elaborés, amb la col·laboració del Departament de Medi Ambient, un projecte d’actuacions. El projecte pretenia revertir la degradació de l'espai, tot ordenant-ne els usos socials i millorant l'estat de conservació dels sistemes naturals existents. Més recentment, a l’agost de l’any 2006, s'hi va dur a terme un estudi, encarregat per l’Ajuntament de Sant Cugat, per valorar la fauna del l'estany.